# Geranium cuneatum
Geranium cuneatum är en näveväxtart som beskrevs av William Jackson Hooker. Geranium cuneatum ingår i släktet nävor, och familjen näveväxter.

## Underarter
Arten delas in i följande underarter:
- G. c. cuneatum
- G. c. hololeucum
- G. c. hypoleucum
- G. c. tridens